# Алгебрична крива

Кубика Чирнгауза — алгебрична крива третього порядку.

Алгебричні криві — це найпростіші об'єкти евклідової геометрії, для визначення яких недостатньо лінійних рівнянь. Зокрема, в евклідовій геометрії плоска алгебрична крива визначається як множина нулів многочлена від двох змінних. Наприклад, одиничне коло — це алгебрична крива, оскільки вона задається рівнянням x2 +y2-1 = 0.
За багатьма технічними причинами зручно також розглядати комплексні корені відповідного многочлена, а також узагальнити визначення на випадок довільного поля.
В алгебричній геометрії, плоска афінна алгебрична крива над полем k визначається як множина точок K2, які є коренями многочлена від двох змінних з коефіцієнтами в k, де K — алгебричне замикання поля k. Точки цієї кривої, всі координати яких лежать в k, називаються k-точками. Наприклад, точка {\displaystyle (2,{\sqrt {-3}})} належить розглянутому вище одиничному колу, однак не належить його дійсній частині. Многочлен x2 +y2 + 1 задає алгебричну криву, дійсна частина якої порожня.
Більш загально, можна розглядати алгебричні криві, що містяться не в площині, а в просторі з довільною розмірністю або в проєктивному просторі. Виявляється, що багато властивостей алгебричної кривої не залежить від вибору конкретного вкладення в деякий простір, і це призводить до загального визначення алгебричної кривої:
Алгебрична крива — це алгебричний многовид розмірності 1. Це визначення можна переформулювати так: алгебрична крива — це алгебричний многовид, всі підмноговиди якого складаються з однієї точки.

## Приклади алгебричних кривих

### Раціональні криві
Раціональна крива, також відома як унікурсальна крива, — це крива, біраціонально еквівалентна афінній прямій (або проєктивній прямій), іншими словами, крива, на якій можлива раціональна параметризація.
Більш конкретно, раціональна крива в n-вимірному просторі може бути параметризована (за винятком деякого числа ізольованих «особливих точок») за допомогою n раціональних функцій від єдиного параметра t.

x^{2} + xy + y^{2} = 1

Наприклад, розглянемо еліпс x2 +xy+y2 = 1 з раціональною точкою (-1, 0). Провівши через неї пряму y=t (x+ 1), підставивши вираз y через x в рівняння та розв'язавши відносно x, отримаємо рівняння
{\displaystyle x={\frac {1-t^{2}}{1+t+t^{2}}},}
{\displaystyle y=t(x+1)={\frac {t(t+2)}{1+t+t^{2}}}\,,}
які задають раціональну параметризацію еліпса. У такому вигляді подавані всі точки еліпса крім точки (-1, 0), можна зіставити їй t = ∞, тобто параметризувати еліпс проєктивною прямою.
Цю раціональну параметризацію можна розглядати як параметризацію «еліпса в проєктивному просторі», перейшовши до однорідних координат, тобто замінивши t на T/U, а x, y — на X/Z,Y/Z відповідно. Параметризація еліпса X2 +XY+Y2 =Z2 проєктивної прямої прийме такий вигляд:
{\displaystyle X=U^{2}-T^{2},\quad Y=T\,(T+2\,U),\quad Z=T^{2}+TU+U^{2}.}

### Еліптичні криві
Раціональні криві (над алгебричним замкненим полем) — це алгебричні криві роду 0 (див. нижче), у цій термінології еліптичні криві — це криві роду 1 з раціональною точкою. Основний приклад такої кривої — кубика без особливостей; такої кубики достатньо, щоб промоделювати будь-яку криву роду 1.
Еліптична крива несе на собі структуру абелевої групи. Сума трьох точок на кубиці дорівнює нулю тоді і лише тоді, коли ці точки колінеарні.
Перетин двох конік є кривою четвертого порядку роду 1, а значить, еліптичною кривою, якщо вона містить хоча б одну раціональну точку. В іншому випадку перетин може бути раціональною кривою четвертого порядку з особливостями, або бути розкладеним на криві меншого порядку (кубика і пряма, дві коніки, коніку і дві прямі або чотири прямі).

## Зв'язок з полями функцій
Вивчення алгебричних кривих може бути зведене до вивчення нескоротних кривих (тобто не розкладаються в об'єднання двох менших кривих). Кожній такій кривій можна зіставити поле раціональних функцій на ній; виявляється, що криві біраціонально еквівалентні тоді і лише тоді, коли їх поля функцій ізоморфні. Це означає, що категорія алгебричних кривих та раціональних відображень двоїста категорії одновимірних полів алгебричних функцій, тобто полів, які є алгебричними розширеннями поля {\displaystyle k(x)}.

## Комплексні криві як дійсні поверхні
Комплексна алгебрична крива, вкладена в афінний або проєктивний простір, має топологічну розмірність 2, іншими словами, є поверхнею. Зокрема, комплексна алгебрична крива без особливостей є двовимірним орієнтованим многовидом.
Топологічний рід цієї поверхні збігається з родом алгебричної кривої (який можна обчислити алгебричними способами). Дуже коротко: якщо проєкція кривої без особливостей на площину є алгебричною кривою ступеня d зі звичайними особливостями (точки подвійного самоперетину, з різними дотичними прямими у кожної з компонент), то вихідна крива має рід  (d-1) (d-2) /2-k, де k — число цих особливостей.
Вивчення компактних ріманових поверхонь складається фактично у вивченні комплексних алгебричних кривих без особливостей, розглянутих як поверхні з додатковою аналітичною структурою. Більш точно, такі категорії еквівалентні:
- Категорія проєктивних алгебричних кривих без особливостей (з раціональними відображеннями як морфізмом).
- Категорія компактних ріманових поверхонь та голоморфних функцій.

## Класифікація особливостей

x^{3} − y^{2} = 0

Особливі точки включають в себе кілька типів точок, в яких крива «перетинає сама себе», а також різні типи каспів. Наприклад, на малюнку зображена крива x3-y2 = 0 з каспом на початку координат.
Особливі точки можна класифікувати за їхніми інваріантами. Наприклад, особливу точку з дельта-інваріантом δ можна інтуїтивно описати як точку, в якій зустрічаються одразу δ «самоперетинів». У разі точки P нескоротьної кривої δ можна обчислити як довжину модуля {\displaystyle {\widetilde {{\mathcal {O}}_{P}}}/{\mathcal {O}}_{P}}, де {\displaystyle {\mathcal {O}}_{P}} — локальне кільце в точці P та {\displaystyle {\widetilde {{\mathcal {O}}_{P}}}} — його ціле замикання. Обчислення дельта-інваріантів всіх особливих точок дозволяє обчислити рід кривої за формулою:
{\displaystyle g={\frac {1}{2}}(d-1)(d-2)-\sum _{P}\delta _{P},}
Інші важливі інваріанти: кратність m особливості (максимальне ціле число, таке що всі похідні які задають криву многочлена, порядок яких не перевищує m, дорівнюють нулю) і число Мілнора.